# Meginher von Falmagne
Meginher von Falmagne (Fallenmaigne), auch Meginher von Vianden genannt, (* um 1070 in Vianden; † 1. Oktober 1130 in Parma) war von 1127 bis 1130 Erzbischof von Trier.
Eine seiner ersten Amtshandlungen war die Erstürmung der Neuerburg (bei Wittlich-Bombogen) Wilhelms I. von Luxemburg zur Befriedung der Gegend. 1128 wurde er in Rom durch Papst Honorius II. im Amt bestätigt. Wieder in Trier bekämpfte er den zum Teil stark entarteten Klerus und bannte im Auftrag des Papstes den Frankenherzog und römisch-deutschen König Konrad III., damals Gegenkönig gegen den amtierenden König Lothar III. von Süpplingenburg.
1129 initiierte er das Augustinerinnenstift „Unsere Liebe Frau vor den Mauern“ in Andernach mit Unterstützung des Abtes Richard I. von Kloster Springiersbach.
Im Folgejahr 1130 begab er sich erneut nach Rom, wurde aber vom gebannten Gegenkönig Konrad wohl aus Rache gefangen genommen und in Parma in Gefangenschaft gehalten, wo er am 1. Oktober 1130 starb. Der Stuhl des Erzbischofs blieb für ein Jahr verwaist (Sedisvakanz).